# Lill-Byssjaträsket
Lill-Byssjaträsket är en sjö i Vindelns kommun i Västerbotten och ingår i Umeälvens huvudavrinningsområde. Sjön har en area på 0,588 kvadratkilometer och ligger 227,9 meter över havet.

## Delavrinningsområde
Lill-Byssjaträsket ingår i det delavrinningsområde (714148-165642) som SMHI kallar för Utloppet av Lill-Byssjaträsket. Medelhöjden är 235 meter över havet och ytan är 3,42 kvadratkilometer. Räknas de 20 avrinningsområdena uppströms in blir den ackumulerade arean 218,07 kvadratkilometer. Byssjan som avvattnar avrinningsområdet har biflödesordning 2, vilket innebär att vattnet flödar genom totalt 2 vattendrag innan det når havet efter 112 kilometer. Avrinningsområdet består mestadels av skog (45 procent) och sankmarker (33 procent). Avrinningsområdet har 0,6 kvadratkilometer vattenytor vilket ger det en sjöprocent på 17,4 procent.